# John Hoeks
John (Johnny) Hoeks (Lommel, 6 maart 1970) is een Nederlands voormalig voetballer en huidig voetbaltrainer.
Hoeks, die als centrale verdediger speelde, doorliep de jeugdopleiding van PSV en debuteerde in 1990 bij N.E.C.. Hij speelde in Duitsland en Zwitserland voor hij van 1996 tot 1998 voor RBC uitkwam. Hij speelde nog in België en sloot zijn profloopbaan af in Ierland waarna hij voor de amateurs van Leonidas ging spelen. Daar begon hij ook met trainen. Hij liep stage bij FC Kranenburg, waar hij in 2003 ook kort ad interim als hoofdtrainer fungeerde, en bij de beloften van Sparta. Sinds 2009 is hij hoofdtrainer van Leonidas. Met die club was hij zeer succesvol. Hoeks promoveerde enkele keren. De laatste keer was in 2013, toen Leonidas kampioen werd in de Hoofdklasse A bij de zondagamateurs en zich daarmee plaatste voor de Topklasse. Ook won Hoeks de districtsbeker West II en de landelijke amateurbeker met de Rotterdammers. In de zomer van 2014 werd bekend dat Hoeks vertrekt bij Leonidas.